# علامة النصر

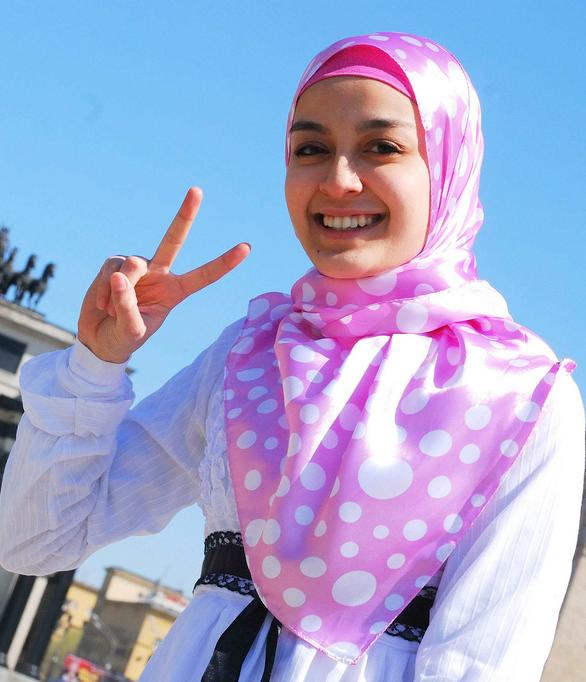
فتاة تقوم بعلامة النصر

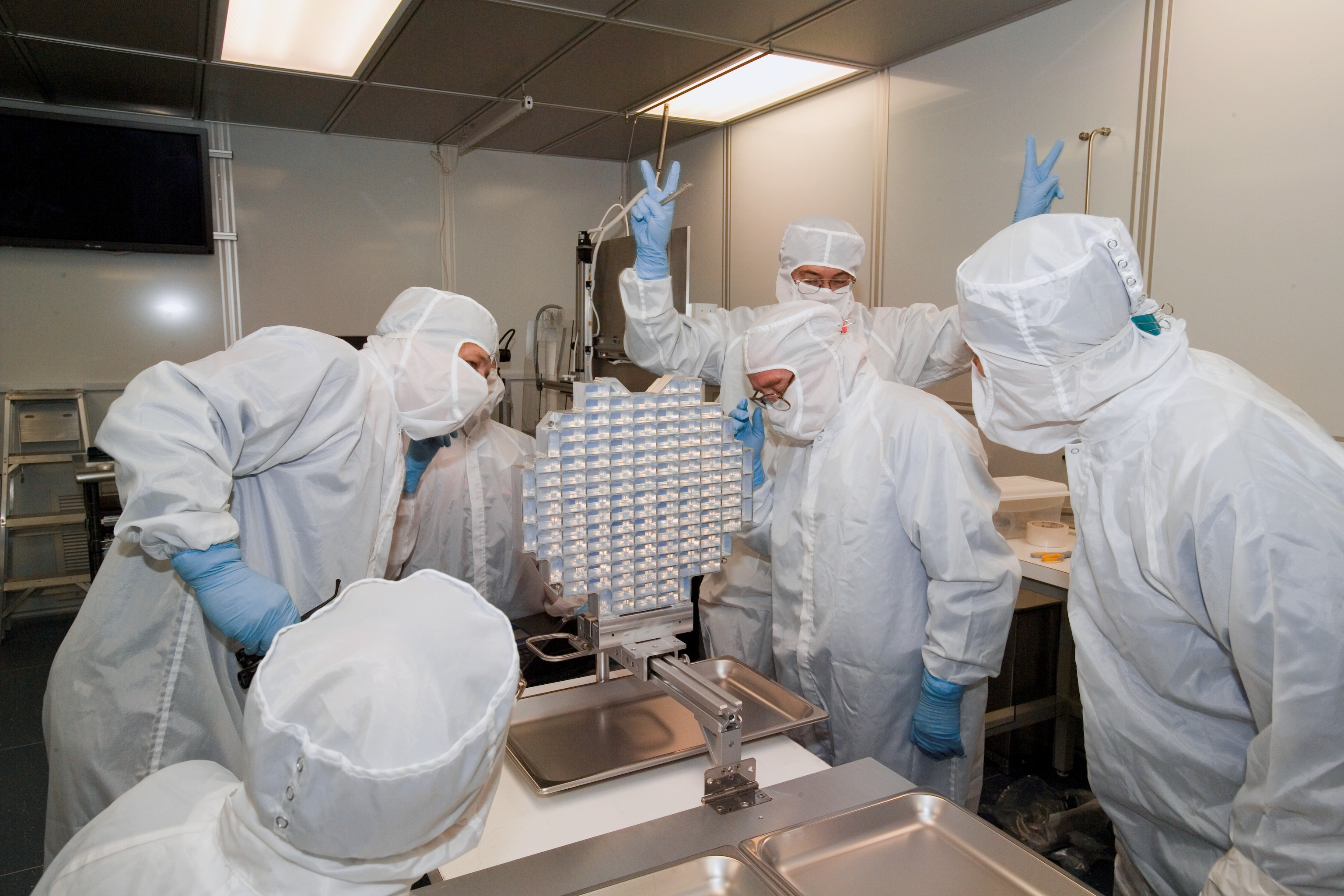
باحث يقوم بعلامة النصر

علامة الـ (V)  هي رفع إصبعي السبابة والوسطى بينما بقية الأصابع مضمومة. في المملكة المتحدة، عندما تكون راحة اليد إلى الخلف، يكون معناها مهين. اشتهرت عندما استخدمها رئيس الوزراء البريطاني ونستون تشرشل بمعنى «النصر» (لأنها على شكل الحرف اللاتيني الـV (بالإنجليزية: Victory) أي النصر)، كان استخدامها وراحة اليد إلى الداخل ولاحقا إلى الخارج. في الولايات المتحدة شاع استخدامها بمعني «السلام» (وقد شاع استخدامها وراحة اليد إلى الداخل)، وقد اشتهرت خلال حركة السلام في الـ1960. في شرق آسيا تستخدم في العادة وراحة اليد إلى الخارج.

## الاستخدام الحالي
- مع راحة اليد إلى الخارج:
  - بمعنى اثنان

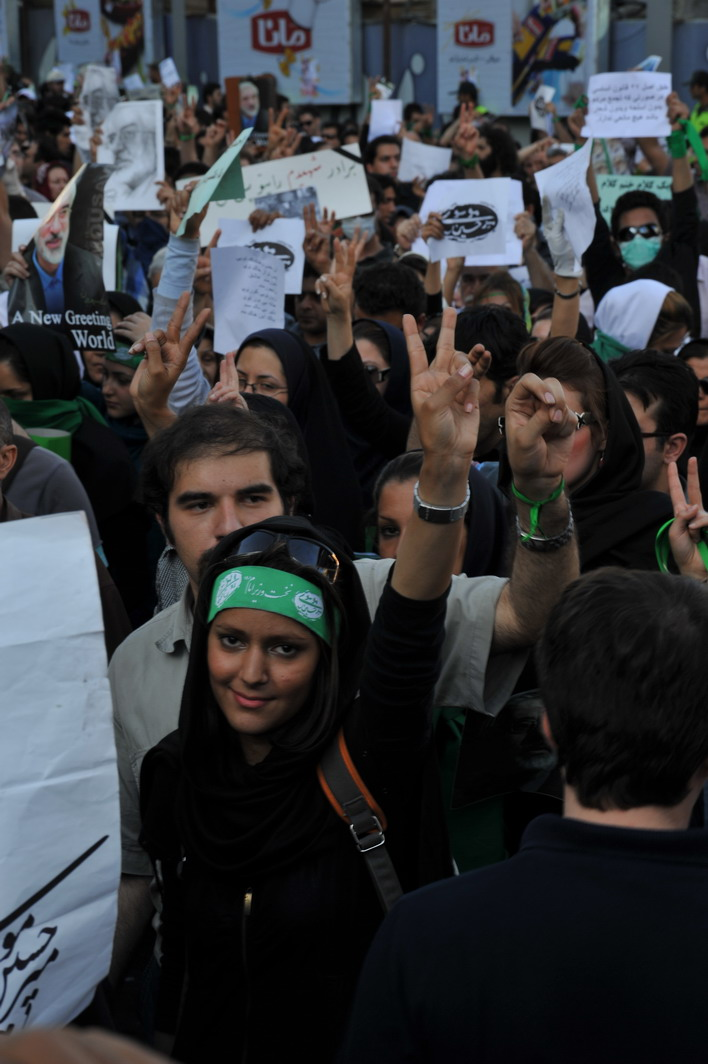
2009 احتجاجات الانتخابات الإيرانية

  - النصر—في وقت الحرب أو وضع المنافسة. وقد زادت شعبيتها من قبل ونستون تشرشل، وأحيانا يتم استخدام كلتا اليدين، أو رافع اليدين إلى الأعلى مثل الرئيس ايزنهاور، وتقليد له، ريتشارد نيكسون.
  - السلام أو صديق—تستخدم في جميع أنحاء العالم من خلال مجموعات السلام ومكافحة ثقافة مجموعات.
  - آذان الأرنب—استخدام وراء رأس موضوع الصورة.
  - علامة صمود حتى الحصول على إحدى الحسنيين: ((إما النصر وإما الشهادة))
- مع راحة اليد إلى الداخل:
  - اثنان—ولكن في حالة الرقم 1 غالبا تستخدم والراحة إلى الخارج.
  - إهانة—ويقتصر هذا المعنى إلى حد كبير في المملكة المتحدة وجنوب أفريقيا وأيرلندا ونيوزيلندا وأستراليا.
  - السلام—في الولايات المتحدة وكندا دون احترام للاتجاه
- في استخدامها مع حركة أخرى:
  - استخدام اليدين مع تحريك إصبعي السبابة والوسطى إلى الأعلى والأسفل، ومعناها علامات التنصيص
  - حرف الـ (V)، في لغة الإشارات الأمريكية. وتستخدم أيضا بمعنى «انظر» في لغة الجيش عندما يشير الشخص إلى عينيه ثم يشير إلى مكان النظر [1]

## كإهانة
النوع المهين في بعض الدول الأجلوسكسونية منها (راحة اليد إلى الداخل)، أحيانا تقارن بإشارة الإصبع الأوسط وغالبا تستخدم كوسيلة للإهانة في بريطانيا، ولاحقا في مستعمراتها. تستخدم على وجه الخصوص كتحدي القانون أو السلطة.

### نشأة العلامة وأصلها
علامة تيفون وأبوفيس، اثنين من الآلهة اليونانية والرومانية.
وكان أول استخدام مسجل لها في (Macclesfield Psalter) كتاب إنجليزي قديم.
وفقا للأسطورة الشعبية المحبوبة، تدرجت العلامة من الرماة في الجيش الإنجليزي في «حرب المائة عام»، تحديدا في معركة أجينكور في 25 أكتوبر 1415 حيت تقول القصة أن الجنود الفرنسيون كانو يريدون أن يقطعوا اصابع الرماة الإنجليز عند اسرهم بعد المعركة.
خرج الإنجليز من المعركة منتصرين وبدأوا يتباهون لأن اصابعم لا تزال سليمة يذكر المؤرخ جولييت باركر يقتبس جان لو فيفر (الذين قاتل إلى جانب الإنجليز في أجينكورت) قوله ان هنري الخامس ذكر أن الفرنسيون يريدون أن يقطعوا اصابعهم بعد أسرهم في خطبته التي سبقت المعركة وإذا كان هذا صحيحا فإنه يؤكد أن القصة كانت موجودة في ذلك الوقت، على الرغم من أنه لا يعني بالضرورة أن الفرنسيين ذكروا انهم سيفعلون ذلك، ولكن هنري استخدم ذلك في تشجيع الجيش، ولا يبدوا أن هناك أي دليل على صحة هذه الأسطورة
ولم تذكر هذه الحركة في تاريخ الفرنسيين حتى القرن السادس عشر
ولكن البداية الفعلية لها كانت في القرن العشرين عندما تم تصوير عامل في إنجلترا في 1901 يستخدم هذه الحركة قاصدا بها أنه لا يريد أن يتم تصويره.
ديزموند موريس ناقش أصول واحتمالات حول أصل الحركة ولكن لم يخرج بنتيجة تذكر.

## ونستون تشرشل وعلامة النصر

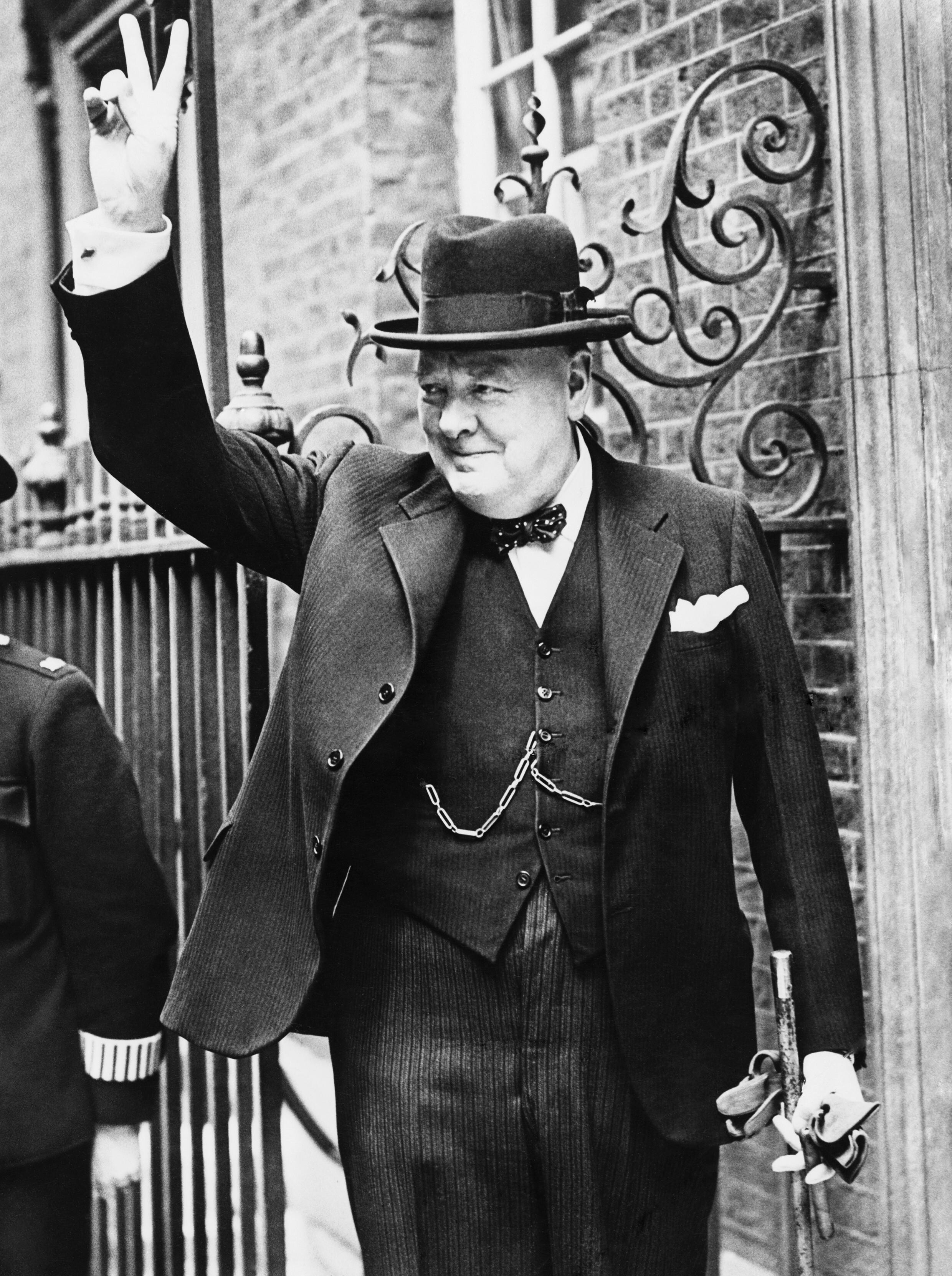
ونستون تشرشل يلوح بعلامة النصر.

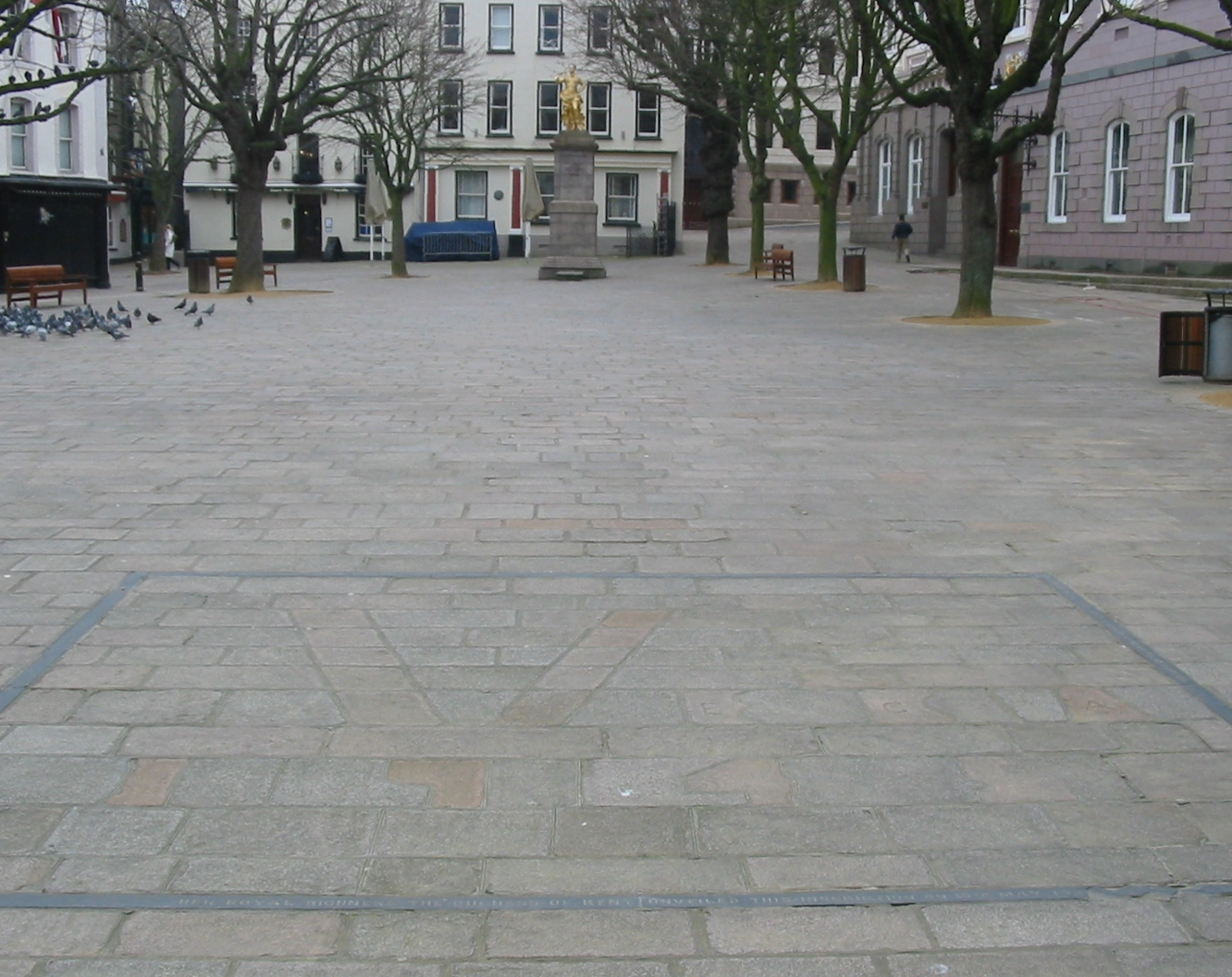
أثناء الاحتلال الألماني للجيرسي، كان يعمل بناء إصلاح تعبيد ساحة الملكي أدرجت في الخامس للنصر تحت أنوف المحتلين. وعدلت في وقت لاحق هذا للإشارة إلى سفينة فيغا الصليب الأحمر. حولت وبالإضافة إلى ذلك من تاريخ 1945 وإطار الآونة الأخيرة قبل أن تتحول إلى نصب تذكاري

ونستون تشرشل استخدام علامة الـ (V) بكلا الإصدارين قاصدا حرف الـ (V) بمعنى (Victory) أي النصر في الحرب العالمية الثانية وقد استخدمها وفي يده سيجار بين اصبعيه. لاحقا استخدمها وراحة اليد إلى الخارج يدعى أن تشرشل غير استخدامها إلى وضع راحة اليد إلى الخارج بعد عن علم عن استخدامها المسيء عندما تكون الراحة إلى الداخل للموظفين. الخامس تسجيل البريدي المتحف البريطاني والأرشيف (BPMA).</ref> وقد ظهرت له الفكرة في حملة من الـبي بي سي.

## حرب فيتنام، والنصر والسلام

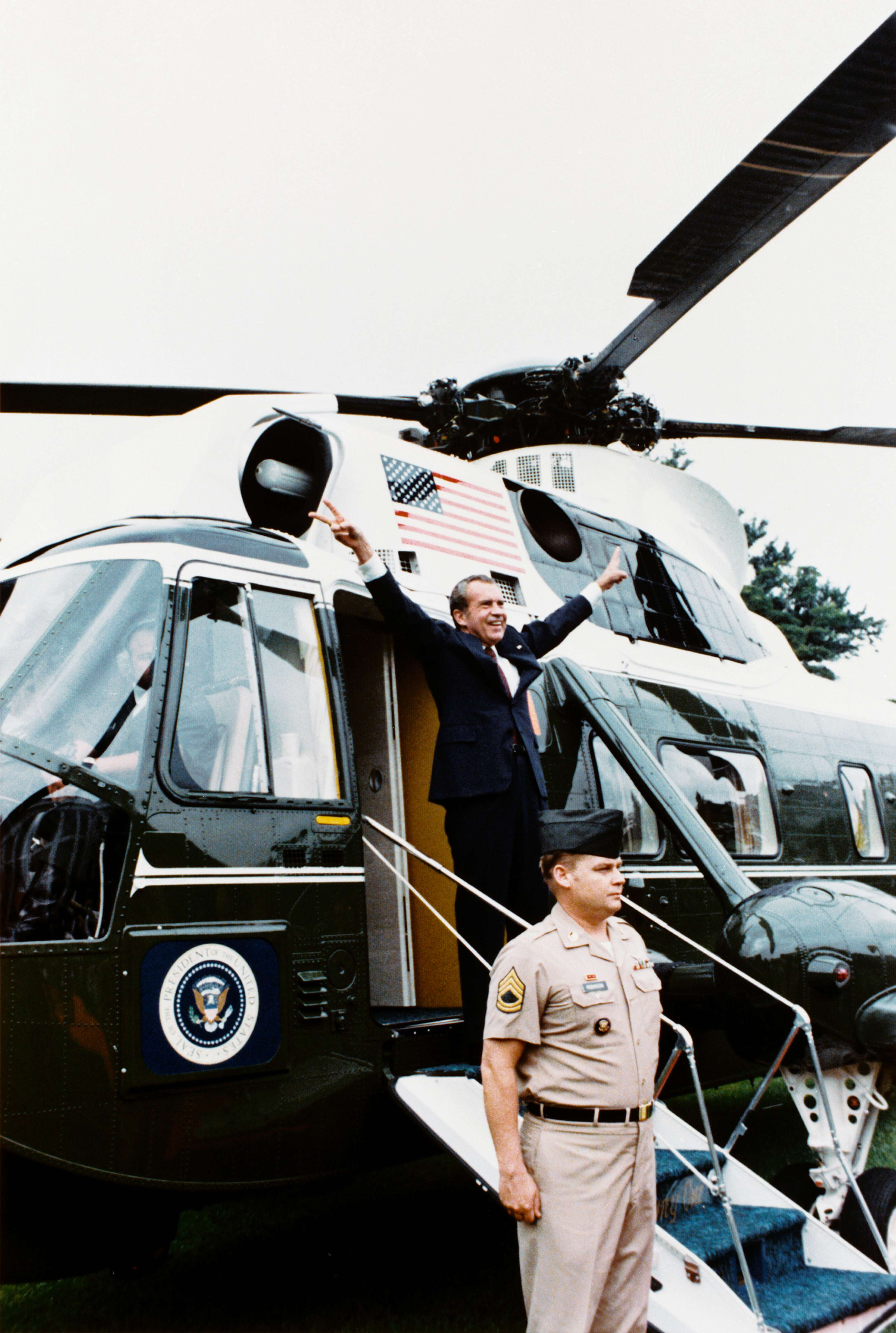
نيكسون مغادرته البيت الأبيض يوم 9 أغسطس 1974

الرئيس الأمريكي ريتشارد نيكسون استخدم الإشارة بمعنى النصر، وأصبح شيئا يعرف به الرئيس واشتهر به. وقد استخدمها أيضا عند مغادرته مكتب الرئاسة في 1974 حيث أخذ نيكسون العلامة من الرئيس ايزنهاور، الذي كان نيكسون نائبا له.
في مظاهرة على الحرب، كانت هناك مجموعات تستخدمها بمعنى السلام لأن الهيبيين اليوم تومض في كثير من الأحيان هذا التوقيع (من أصل النخيل)، في حين يعلو صوته «سلام»، أصبح من المعروف شعبيا (من خلال الجمعيات) وعلامة السلام.

## اليابان وعلامة الـ (V)
في الأولومبيات الشتائية لعام 1972 في اليابان استخدمتها متزلجة عند سقوطها على الثلج بينما استمرت في الابتسام، مما أدخلها إلى ثقافة اليابان. على الرغم من انها احرزت المركز الثالث في المسابقة، ابتهاجها وابتسامتها المستمرة جعلتا منها نجمة في اليابان. بعدها ظهر بعض متظاهري السلام وهم يستخدمونها في التلفاز الياباني مع أنها كانت معروفة في اليابان قبل استخدامها من قبل المتزلجة، أعطي الفضل لها في انتشار الحركة في اليابان. ووفقا لنظرية أخرى، زادت شعبية الحركة عندما استخدمتها ممثلة يابانية في إعلان لكاميرات (Konica) في عام 1972 
نادي النصر وعلامة الـ (V) كان تاسيس نازي النصر السعودي تخليدا لاسم النصر وكان بدايه الفريق بشعار حرف v ثم الجزيرة العربيه يعرفه انصارة بعلامه النصر

## أخرى

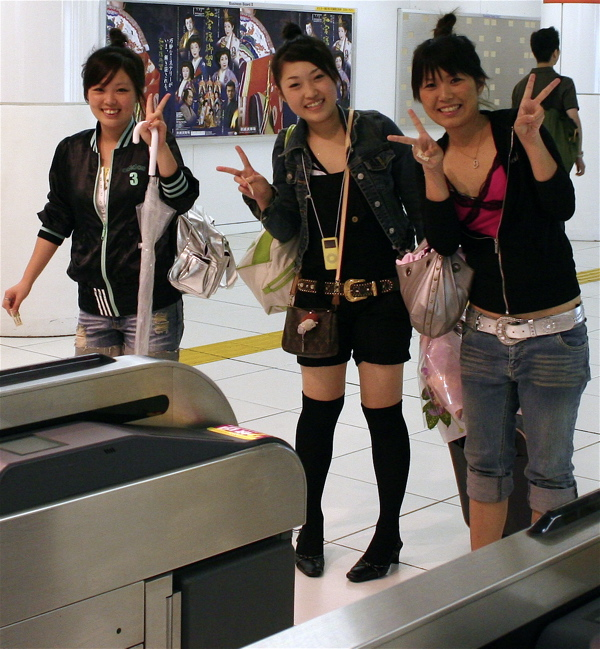
الشابات إعطاء الخامس لفتة في التصوير الفوتوغرافي، وطوكيو، اليابان (2006)

- في يونيكود، علامة النصر هي U+270C (✌)
- طلاب جامعة فيلانوفا والخريجين والمشجعين يرفعون هذه العلامة قاصدين النصر والعزة بجامعتهم.
- في إيران، علامة الـ (V) وخصوصا عندما تطبع باللون الأخضر، تعني الحركة الخضراء في إيران
- بعد أول انتخابات في العراق بعد الغزو الأمريكي للعراق، الصورة المعروفة والمتداولة لامرأة تظهر علامة الـ (V) مع واحد من أصابعها بعد غمسه في الحبر الأرجواني. ويستخدم الحبر لتحديد الأشخاص الذين صوتوا.

## معرض صور

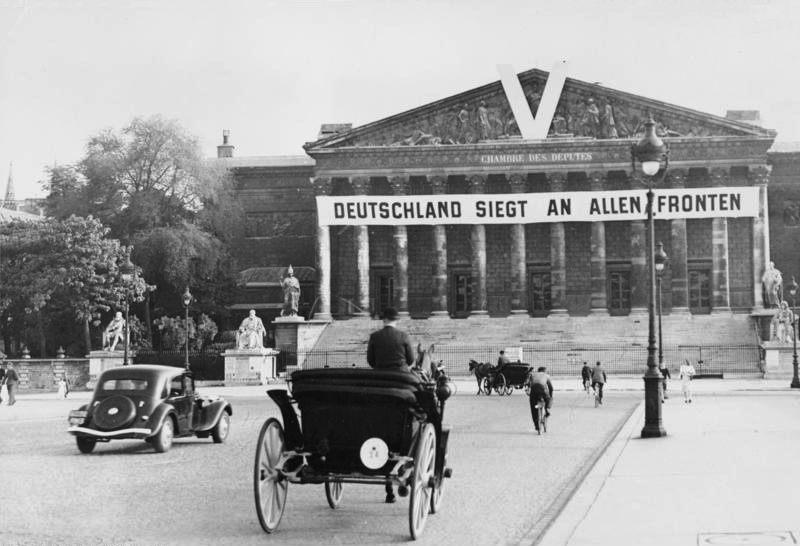
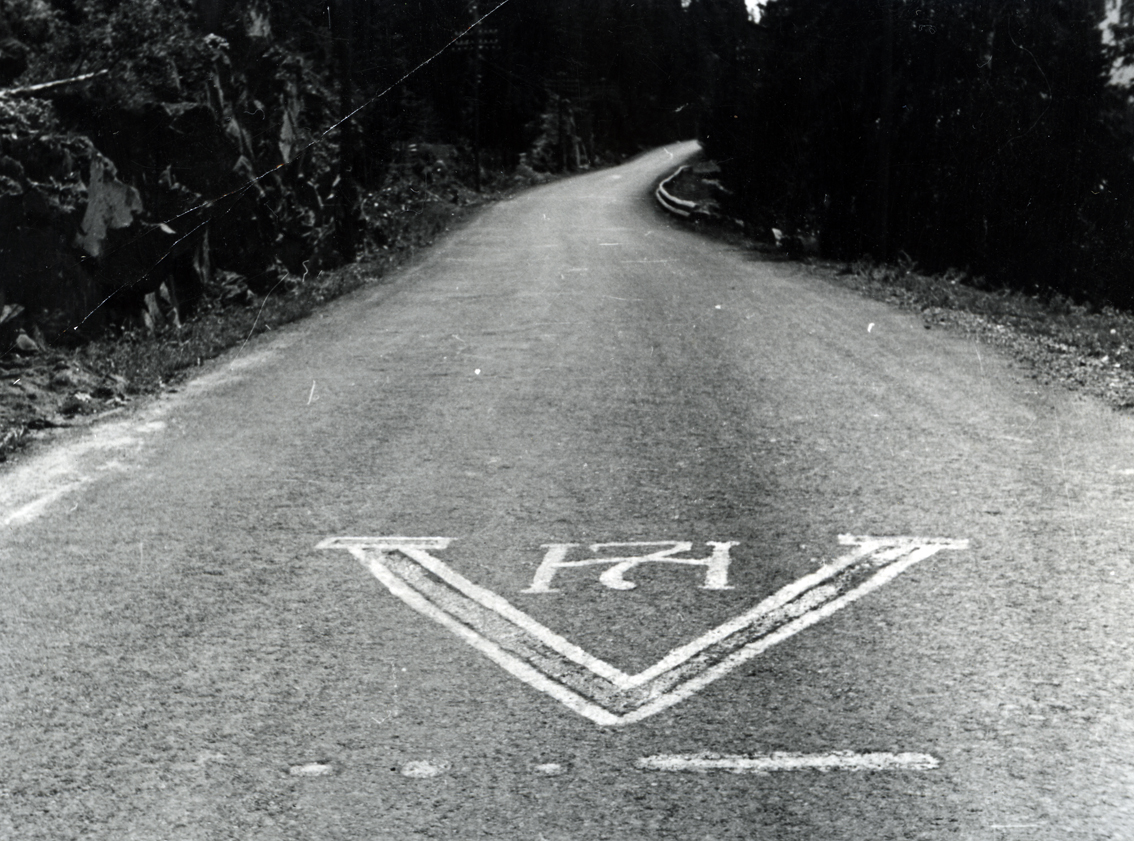
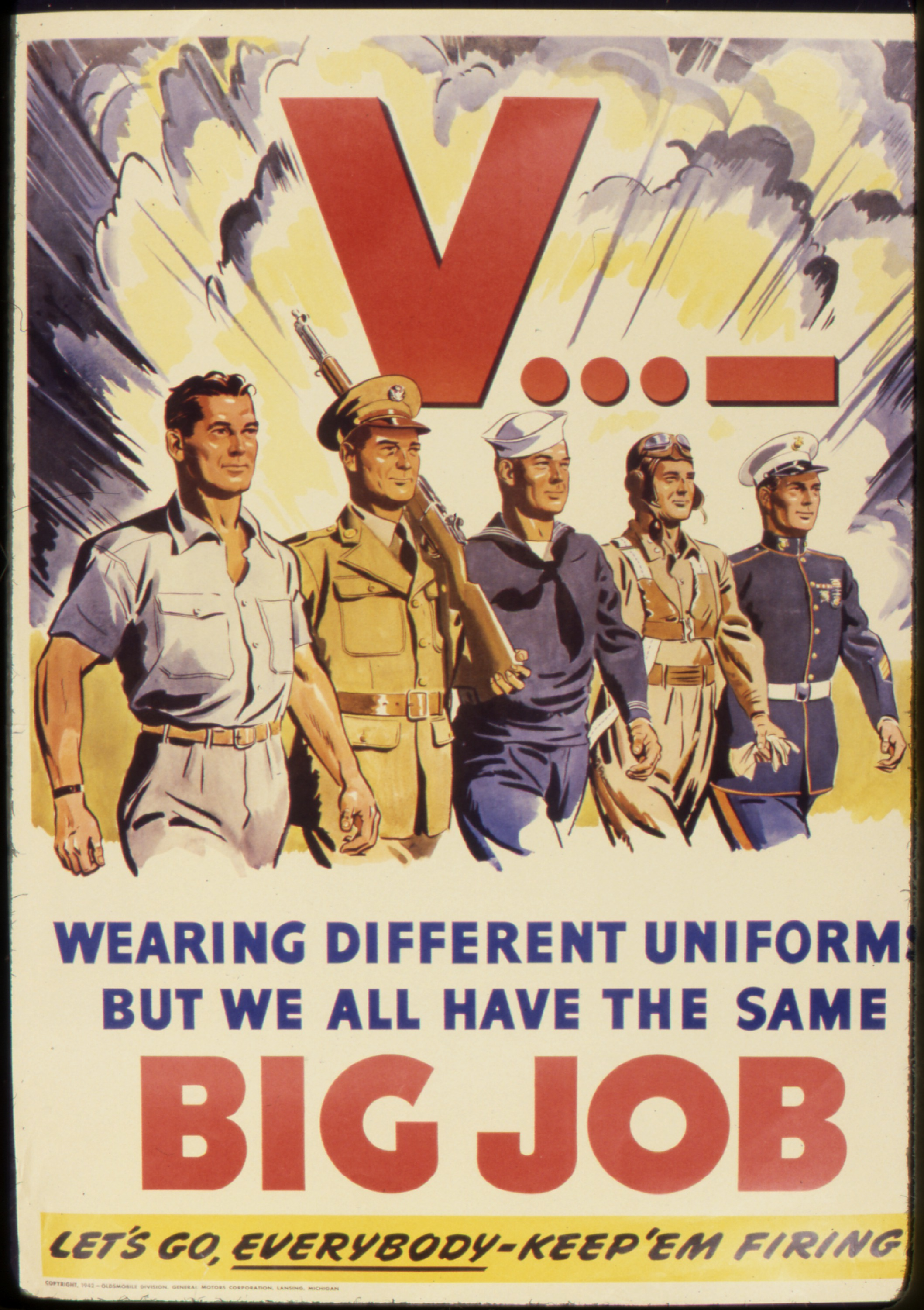

## وصلات خارجية
- ديزموند موريس مع بيتر كوليت، وبيتر مارش O'Shaughnessy ماري. لفتات: أصولهم والتوزيع. لندن: جوناثان كيب، 1979. ردمك 0-224-01570-2 ؛ نيويورك: شتاين واليوم، ردمك 0-8128-2607-8
- صور توقيع الخامس:
  - تشرشل خارج لا. نهاية الصفحة التاسعة
  - تشرشل النصر تسجيل
  - نيكسون مغادرته منصبه
  - يدعى بافو فايرينين بعد حزب الوسط الفنلندي له وزير التجارة الخارجية والتنمية نسخة محفوظة 17 أغسطس 2008 على موقع واي باك مشين.
- علامة الخامس في الأخبار:
  - وصي 6 يونيو 2002 : في الخامس صور توقيع
  - سكاي نيوز 18 يونيو 2004 تغريم: OAP 100 جنيه استرليني للتوقيع الخامس نسخة محفوظة 18 يونيو 2004 على موقع واي باك مشين.
  - انخفض بي بي سي 3 نيسان / أبريل 2009 : لاعبو كرة قدم اسكتلندي لتوقيع الخامس
- أساطير الحضرية مرجع الصفحات: نتف الطقسوس
- ديزموند موريس قائمة الكتاب